# 파이트케이드
파이트케이드(영어: Fightcade)는 각종 아케이드 및 가상 콘솔 비디오 게임들을 에뮬레이션을 이용한 다인용 네트워크를 통해 플레이하게 하는 소프트웨어 클라이언트이다. GGPO 미들웨어를 리버스 엔지니어링해 개발됐고, 리플레이 등 다양한 대전 기능을 지원한다.
2014년 말 베타 서비스를 시작한 후, GGPO가 온라인 서비스를 종료하면서 사실상의 후계자가 됐다. 2017년 새로운 GUI를 도입한 파이트케이드 2.0가 베타 버전으로 공개됐다.

## 개발
파이트케이드 프로그램에는 아케이드 에뮬레이터 'FinalBurn Alpha'가 탑재됐다. 캡콤 아케이드 기판 (CPS-1, CPS-2, CPS-3)와 SNK의 네오지오 기판, 콘솔 ISO 기판 등을 지원한다.